# Jules Baillarger
Pour les articles homonymes, voir Baillarger.
Jules Gabriel François Baillarger, né le 26 mars 1809 à Montbazon et mort le 31 décembre 1890, à Paris, est un médecin aliéniste français.

## Biographie

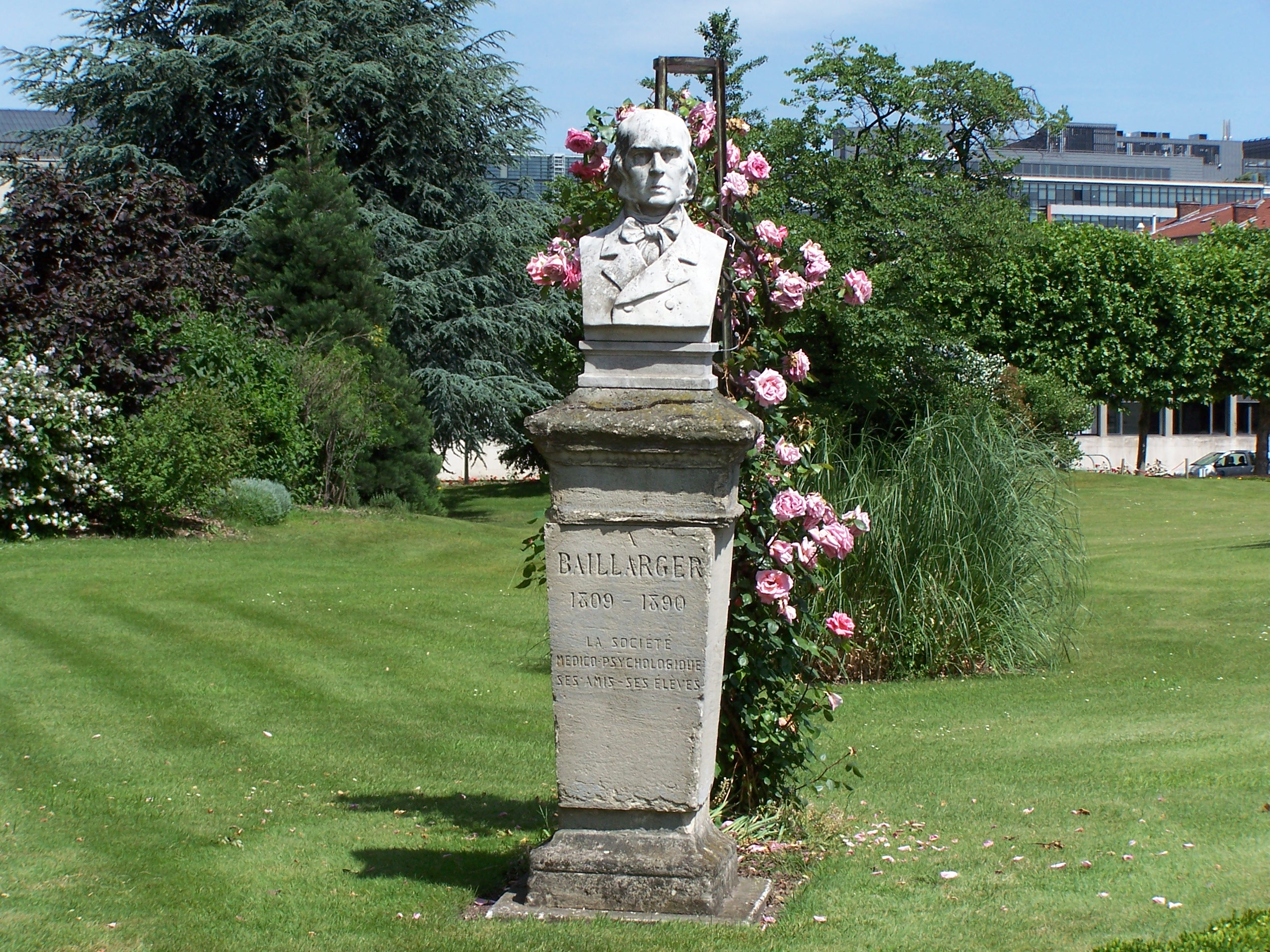
Statue de Jules Baillarger à l'entrée de l'hôpital de la Salpêtrière.

Jules Baillarger est le fils de François Baillarger, propriétaire à Montbazon et d'Anne Eugénie Farinade.
Il est l'élève de Jean-Étienne Esquirol et interne à la Maison royale de Charenton. Il soutient en 1837 une thèse de médecine intitulée « Du siège de quelques hémorragies méningées ». Il devient alors médecin-chef à l'hôpital de la Salpêtrière à Paris, fonction qu'il conserve pendant trente ans.
Il est cofondateur de la revue Annales médico-psychologiques. Il a particulièrement travaillé sur les hallucinations, la mélancolie, la paralysie générale et la « folie à double forme » ou trouble bipolaire.
Il est élu membre de l'Académie de médecine en 1847 et en est le président en 1878.

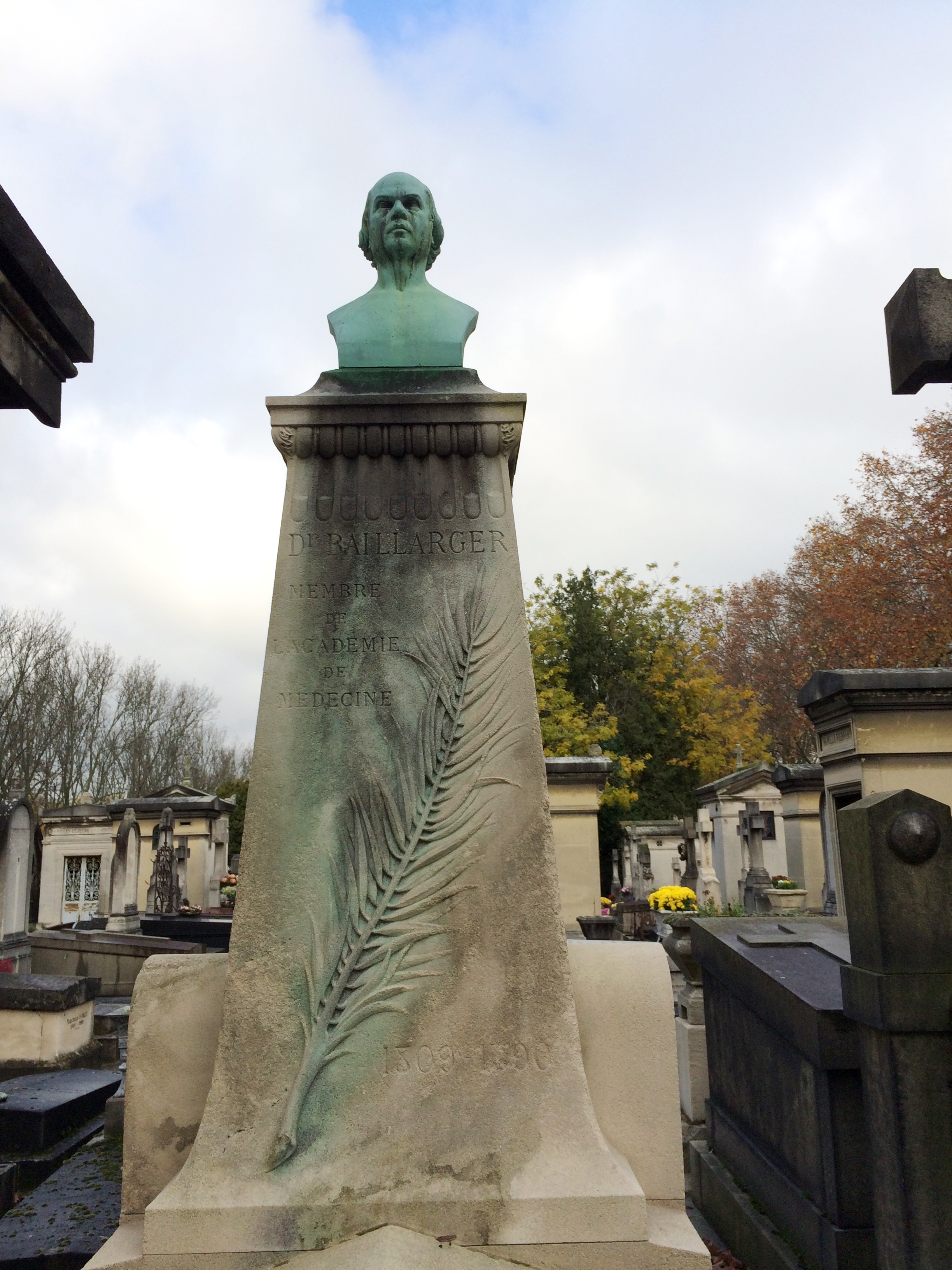
Sépulture de J. Baillarger au cimetière du Montparnasse à Paris.

Il meurt à Paris en 1890 et est inhumé au cimetière du Montparnasse.

## Publications
- Recherches sur la structure de la couche corticale des circonvolutions du cerveau, 1840
- Des hallucinations, des causes qui les produisent et des maladies caractérisent, Mémoires de l’Académie de médecine, 1842
- Hallucinations, Annales médico-psychologiques du système nerveux, 1844
- Folie à double forme, Annales médico-psychologiques du système nerveux, 1854
- Recherches sur les maladies mentales, 2 volumes, 1890 (rééd. :  vol I, Kessinger Publishing, 2010,  (ISBN 1162415150)
- Enquête sur le goître et le crétinisme : Rapport, 1873 ; rééd. Nabu Press, 2010,  (ISBN 114491244X)
- Des Symptômes de La Paralysie Générale Et Des Rapports de Cette Maladie Avec La Folie, 1869, rééd. Nabu Press, 2010,  (ISBN 114516496X)
- Recherches sur l'Anatomie, la physiologie et la pathologie du système nerveux, 1872, rééd. : Nabu Press, 2010,  (ISBN 1146663919)

## Distinctions
- Officier de la Légion d'honneur par décret du 7 août 1877[1].